# (223) Роза
(223) Роза (лат. Rosa) — типичный астероид главного пояса, который входит в состав семейства Фемиды. Он был обнаружен 9 марта 1882 года австрийским астрономом Иоганном Пализой в обсерватории города Вена. Происхождение названия астероида неизвестно.

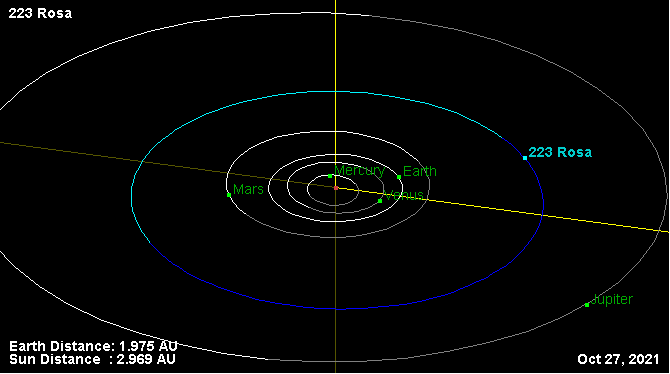
Орбита астероида Роза и его положение в Солнечной системе